# Mankells Wallander: Tod in den Sternen
Tod in den Sternen (schwedisch: Byfånen) ist ein in internationaler Koproduktion entstandener Fernsehfilm aus dem Jahr 2005.
Es handelt sich um die zweite Folge der ersten Staffel, also die insgesamt zweite Folge der schwedischen Kriminalserie Mankells Wallander mit Krister Henriksson in der Hauptrolle. Die Erstausstrahlung in Schweden erfolgte am 3. August 2005 auf TV4, die deutschsprachige Erstausstrahlung erfolgte am 4. Juni 2006 auf Das Erste.

## Handlung
Wallander hadert damit, dass Linda, die wieder bei ihm wohnt, die anspruchsvolle Kommissarslaufbahn einschlagen will, und verwickelt Linda in Diskussionen über dieses Thema.
Ein Bankräuber, der sich mit einem Sprengsatz präpariert, überfällt eine Bank, nimmt Geiseln, darunter eine Kundin mit einem Dackel, und kündigt einen großen Knall für 18:03 Uhr an. Der Täter stellt sich als Göran Karlsson, „Astro-Göran“, heraus, der eine Vorliebe für Astrologie hat und zuvor in der Psychiatrie in Behandlung war. Lindman gelingt es, die Geiseln zu befreien. Astro-Göran veranlasst die Überweisung von 67.500 Kronen auf ein Konto und sprengt sich daraufhin mit dem Dackel selbst in die Luft.
Nach Auskunft von Michael Sandell, Astro-Görans behandelndem Arzt in der Psychiatrie, kam dieser im Jahr 1979 in die Psychiatrie, nachdem seine Mutter, eine schwedische Zigeunerin, nach einer Gehirnblutung ins Pflegeheim kam; sie starb vor einem halben Jahr. Es sah so aus, als hätte sie Schläge auf den Kopf bekommen; die Schwangerschaft mit Göran sei nicht gewollt gewesen. Görans Aufenthalt in der Psychiatrie endete, als diese geschlossen wurde. An Görans Sprengsatz ist ein Planetensymbol eingraviert. Wallander und sein Team nehmen bald an, dass der Banküberfall mit dem Sprengsatz in Wahrheit ein getarnter Mord an Göran war.
Die Überweisung lässt sich zu einer Privatklinik nach Kopenhagen verfolgen, die das Geld jedoch sogleich zurückschickt. Eric Leike, der Besitzer der Privatklinik, arbeitet auch am Krankenhaus von Ystad und kommt auf diese Weise an Patienten für seine Privatklinik. Es fällt auch auf, dass Leikes Frau Henrietta, die Frau mit dem Dackel aus der Bank, nach dem Überfall 150.000 Kronen abgehoben hat. Ann-Britt fallen monatliche Überweisungen von jeweils 2.000 Kronen auf Görans Konto auf, die ein halbes Jahr zuvor, dem Zeitraum des Todes von Görans Mutter, plötzlich endeten. Wie sich später herausstellt, stammten die Einzahlungen von Leike.
Stefan und Linda durchsuchen den Wohnwagen, in dem Göran gewohnt hat, finden aber bis auf ein paar Horoskope und Astrologiebücher nichts Verdächtiges. Linda verfolgt eine Spur in einen Schiffsbedarfsladen, wo sie die Leiche von dessen Besitzer Holger findet, der sich anscheinend zu Tode getrunken hat.
Als Stefan Leikes Frau zu den 150.000 Kronen befragt, findet er Hinweise, dass Eric Leike seine Frau misshandelt. Zudem erfährt Stefan von ihr, dass Göran Eric Leikes Sohn ist. Da wird Görans Wohnwagen in die Luft gesprengt; in dem Wohnwagen liegt Leikes Leiche. Auch diesmal findet sich an der Bombe ein Planetensymbol sowie ein Horoskop im Wohnwagen. Wallander sucht Rat bei einer Wahrsagerin, die Nyberg ihm empfohlen hat. Diese fragt anhand der Horoskope, ob Göran einen Zwillingsbruder hatte, und kann sagen, dass am nächsten Tag um 17:55 Uhr etwas passieren wird. Auch Sorell verneint die Existenz eines Zwillings.
Linda findet heraus, dass es an der Klinik vor kurzem eine Operation für 67.500 Kronen gab; auf einem Foto identifiziert die befragte Krankenschwester Göran als den operierten Patienten. Göran hatte also einen Zwillingsbruder, der Göran und Leike umgebracht hat. Wallander und sein Team finden einen einsamen Waldschuppen mit Utensilien des Zwillingsbruders und einer Sprengsatzattrappe.
Stefan, der bis jetzt in einem Hotel wohnt, sucht ein Haus für sich und bietet Linda an, zu ihm zu ziehen. Wallander wendet ein, dass sie und Stefan sich zu wenig kennen, um dieses Angebot anzunehmen.
Wallander und sein Team gehen davon aus, dass Görans Zwillingsbruder es als Nächstes auf Leikes Frau abgesehen haben könnte. Sie eilen zu ihrem Haus, wo Görans Zwillingsbruder inzwischen ihren Sohn David in seiner Gewalt hat und 150.000 Kronen verlangt; er schickt Henrietta los, das Geld zu holen. Zu Wallander sagt er, dass die Sprengstoffattrappe für die Sparkasse bestimmt war. Dann schickt er David in den Keller, zündet seinen Sprengsatz und kommt darin um.

## Kritiken
„(Fernseh-)Serienkrimi nach Motiven des schwedischen Bestseller-Autors Henning Mankell, der einmal mehr die dunkle Seite eines wenig beschaulichen Provinzlebens enthüllt. - Ab 14.“